# Lubimyczytać.pl
Lubimyczytać.pl – polski serwis internetowy poświęcony książkom. Serwis był notowany w rankingu Alexa na miejscu 191 w polskim Internecie.
Według badania Megapanel PBI/Gemius (czerwiec 2016) pierwszy co do wielkości portal z kategorii Kultura i Literatura w polskim internecie. W bazie serwisu znajduje się ponad 2,3 mln unikalnych opinii, 24 mln ocen oraz prawie 500 tys. książek.

## Działanie serwisu
Serwis Lubimyczytać.pl jest współtworzony przez społeczność czytelników, którzy oceniają książki i piszą o nich opinie. Po utworzeniu darmowego konta, użytkownicy zakładają swoje wirtualną biblioteczkę, w której oznaczają książki, które czytają, chcą przeczytać lub przeczytali. Otrzymują generowane przez system rekomendacje zgodne z ich czytelniczym gustem, mogą wyszukiwać osoby o podobnych literackich upodobaniach, dyskutować o literaturze, dodawać cytaty oraz śledzić nowości wydawnicze. Dodatkowo, dzięki BuyBox, czytelnicy mogą porównywać ceny książek, e-booków i audiobooków w wielu księgarniach.
Lubimyczytać.pl to także opiniotwórczy portal informacyjny, w którym można przeczytać wiadomości ze świata literatury, artykuły publicystyczne, felietony, komentarze, wywiady z autorami, a także brać udział w literackich konkursach. Cyklicznie, na Targach Książki w Warszawie i Krakowie, a także na konwentach literackich (np. Pyrkon) serwis organizuje wymiany książek „Z półki na półkę”, które charakteryzuje znacząca liczba nowości przekazywanych przez wydawnictwa.
Lubimyczytać.pl posiada aplikację mobilną, która pozwala na szybkie znalezienie informacji na temat szukanych książek. Wystarczy ją włączyć i zrobić zdjęcie wybranej okładki książki. Aplikacja dostępna jest na smartfony i tablety z systemem Android, iOS, Windows Phone oraz system Windows 8. Powstanie aplikacji finansowane było z działania 8.1 „Wspieranie działalności gospodarczej w dziedzinie gospodarki elektronicznej” PARP.

## Historia
Pomysłodawcą serwisu jest Grzegorz Nyga, który w 2008 roku wstępnie określił jego koncepcję. Pod koniec tego samego roku wspólnie z Marcinem Szajdą zdecydowali się na rozpoczęcie pracy nad jego projektowaniem. Serwis rozpoczął działalność po około roku – pod koniec listopada 2009. W tym czasie w Polsce istniały już dwa serwisy społecznościowe dla czytelników książek – BiblioNETka oraz Nakanapie.pl. Przez około półtora roku serwis tworzyły 2 osoby (Marcin Szajda i Grzegorz Nyga), a w połowie 2010 roku do zespołu dołączył Karol Babiak, który specjalizował się w marketingu i obsłudze. 18 kwietnia 2011 roku serwis został sprzedany funduszowi venture capital SpeedUp Venture Capital Group z siedzibą w Poznaniu. Niedługo po tym został odsprzedany. Nowymi właścicielami zostali Izabela Sadowska, Anna Misztak i Bartosz Kosicki, będący właścicielami Lubimyczytać sp. z o.o.. W listopadzie 2012 w portal zainwestowało wydawnictwo Znak, obecnie jest jego większościowym akcjonariuszem.
Prezesem zarządu Lubimyczytać sp. z o.o. jest Izabela Sadowska – od wielu lat związana z rynkiem czytelniczym w Polsce. Pracując w księgarniach Kapitałka i Bookarest, zorganizowała ponad 200 spotkań autorskich. Wspólnie z krakowskim Instytutem Książki organizowała w Poznaniu festiwal 4 Pory Książki – Pora Literatury, Pora Poezji, Pora Kryminału, Pora Prozy.

### Kalendarium
- Luty 2008 – decyzja rozpoczęcia prac nad serwisem
- 12 listopada 2009 – publikacja pierwszej wersji serwisu
- Styczeń 2011 roku – w Poznaniu powstaje spółka Lubimyczytać.pl sp. z o.o. Jej prezeską zostaje Izabela Sadowska (funkcję tę pełni do dziś)[12][13]. Spółka odkupuje serwis od trzech programistów z Wrocławia, którzy napisali jego pierwszą wersję w 2009 roku[14][15][16]
- Październik 2012 – na rynek trafia aplikacja mobilna Lubimyczytać.pl na systemy Android, iOS i Windows Phone
- Listopad 2012 - w serwis lubimyczytać.pl zainwestowało wydawnictwo Znak[17]
- Do grudnia 2015 – pod patronatem Lubimyczytać.pl ukazało się przeszło 1000 książek ze 120 wydawnictw[18]
- Luty 2016 roku – serwis Lubimyczytać.pl przeprowadza pierwszą edycję plebiscytu czytelników Książka Roku Lubimyczytać.pl. W plebiscycie zostaje oddanych ponad 100 tysięcy głosów[19]
- Maj 2016 – badanie czytelnictwa „W sieci o książkach”. Wspólnie z Polską Izbą Książki serwis przeprowadził badania o tym, jak i co czytają Polacy. Ankietę wypełniło 23 976 osób[20]
- Wrzesień 2016 – Lubimyczytać.pl zajmuje 31. miejsce na świecie w kategorii Books and Literature według badania SimiliarWeb[21]
- Lipiec 2019 - Poprzez wydawnictwo Znak częścią lubimyczytać.pl sp. z o.o. zostały serwisy ciekawostkihistoryczne.pl i twojahistoria.pl[22]

## Nagrody
- Doroczna Nagroda Ministra Kultury i Dziedzictwa Narodowego 2014 w kategorii „Kultura w sieci”[23]
- Firma Roku Polskiego Internetu 2013 przyznawaną przez Internet Standard[24]
- PIK-owy Laur[25] – nagroda przyznana Izabeli Sadowskiej w 2013 roku za promocję w mediach elektronicznych i audiowizualnych[26]

## Plebiscyt Książka Roku Lubimyczytać.pl

### Edycja 2015
Pierwsza edycja plebiscytu Książka Roku Lubimyczytać.pl ruszyła 1 lutego 2016 roku. O tytuł najlepszej książki 2015 roku walczyło 190 nominowanych tytułów z 63 wydawnictw. W ciągu czterech tygodni trwania plebiscytu czytelnicy oddali 100 288 głosów. W pierwszej edycji zwyciężyły:
- w kategorii Kryminał, sensacja, thriller: „Dziewczyna z pociągu” Pauli Hawkins, wyd. Świat Książki
- w kategorii Literatura piękna: „Najgorszy człowiek na świecie” Małgorzaty Halber, wyd. Znak
- w kategorii Literatura faktu: „1945” Magdaleny Grzebałkowskiej, wyd. Agora
- w kategorii Horror: „Bazar złych snów” Stephena Kinga, wyd. Prószyński i Sk-a
- w kategorii Literatura obyczajowa, romans: „Maybe someday” Colleen Hoover, wyd. Otwarte
- w kategorii Fantastyka, fantasy: „Czerwona królowa” Victorii Aveyard, wyd. Otwarte
- w kategorii Science fiction: „Futu.re” Dmitrija Głuchowskiego, wyd. Insignis
- w kategorii Autobiografia, biografia, pamiętnik: „Życie na pełnej petardzie” Jana Kaczkowskiego i Piotra Żyłki, wyd. WAM
- w kategorii Literatura młodzieżowa: „Wróć, jeśli pamiętasz” Gayle Forman, wyd. Nasza Księgarnia
- w kategorii Powieść historyczna: „Światło, którego nie widać” Anthony’ego Doerra, wyd. Czarna Owca

### Edycja 2016
Druga edycja plebiscytu Książka Roku Lubimyczytać.pl została rozszerzona o dwie nowe kategorie – Literatura dziecięca oraz Fantastyka młodzieżowa. Nominowano 230 książek z 79 wydawnictw. W ciągu czterech tygodni trwania plebiscytu czytelnicy oddali łącznie 110 910 głosów. Zwyciężyły:
- w kategorii Literatura piękna: „Małe życie” Hanyi Yanagihary, wyd. W.A.B.
- w kategorii Powieść historyczna: „Słowik” Kristin Hannah, wyd. Świat Książki
- w kategorii Kryminał, sensacja, thriller: „Rewizja” Remigiusza Mroza, wyd. Czwarta Strona
- w kategorii Literatura obyczajowa, romans: „Kiedy odszedłeś” Jojo Moyes, wyd. Między Słowami
- w kategorii Literatura faktu, publicystyka: „Sekretne życie drzew” Petera Wohllebena, wyd. Otwarte
- w kategorii Autobiografia, biografia, wspomnienia: „Grunt pod nogami” Ks. Jana Kaczkowskiego, wyd. WAM
- w kategorii Literatura fantastyczna: „Szeptucha” Katarzyny Bereniki Miszczuk, wyd. W.A.B.
- w kategorii Science fiction: „Piąta Fala” Ricka Yanceya, wyd. Otwarte
- w kategorii Horror: „Dom na wzgórzu” Petera Jamesa, wyd. Albatros
- w kategorii Literatura młodzieżowa: „Never Never” Colleen Hoover, Tarryn Fisher, wyd. Otwarte
- w kategorii Fantastyka młodzieżowa: „Harry Potter i Przeklęte Dziecko” Joanne Kathleen Rowling, Jacka Thorne’a, wyd. Media Rodzina
- w kategorii Literatura dziecięca: „Pax” Sary Pennypacker, Jona Klassena, wyd. Iuvi

### Edycja 2017
Podczas trzeciej edycji plebiscytu o tytuł Książki Roku 2017 lubimyczytać.pl walczyło 240 tytułów z 70 polskich wydawnictw. W ciągu czterech tygodni trwania plebiscytu czytelnicy oddali 117 524 głosów. Zwyciężyły:
- w kategorii Literatura piękna: „Jak zawsze” Zygmunta Miłoszewskiego, wyd. W.A.B.
- w kategorii Powieść historyczna: „Labirynt duchów” Carlosa Ruiza Zafóna, wyd. Muza (oficyna wydawnicza)
- w kategorii Kryminał, sensacja, thriller: „Inwigilacja” Remigiusza Mroza, wyd. Czwarta Strona
- w kategorii Literatura obyczajowa, romans: „Czereśnie zawsze muszą być dwie” Magdaleny Witkiewicz, wyd. Filia
- w kategorii Literatura faktu, publicystyka: „Duchowe życie zwierząt” Petera Wohllebena, wyd. Otwarte
- w kategorii Autobiografia, biografia, wspomnienia: „Ania” Macieja Drzewickiego, Grzegorza Kubickiego, wyd. Agora
- w kategorii Literatura fantastyczna: „Żerca” Katarzyny Bereniki Miszczuk, wyd. W.A.B.
- w kategorii Science fiction: „Hel 3” Jarosława Grzędowicza, wyd. Fabryka Słów
- w kategorii Horror: „Śpiące królewny” Stephena Kinga, Owena Kinga, wyd. Prószyński i S-ka
- w kategorii Literatura młodzieżowa: „Żółwie aż do końca” Johna Greena, wyd. Bukowy Las
- w kategorii Fantastyka młodzieżowa: „Dwór mgieł i furii” Sarah J. Maas, wyd. Uroboros
- w kategorii Literatura dziecięca: „Opowieści na dobranoc dla młodych buntowniczek” Eleny Favilli, Franceski Cavallo, wyd. Debit

### Edycja 2018
W czwartej edycji plebiscytu wzięto pod uwagę 238 książek z 71 wydawnictw. Użytkownicy oddali łącznie 130 895 głosów. Zwyciężyły następujące pozycje książkowe:
- w kategorii Literatura piękna: „A ja żem jej powiedziała…” Katarzyny Nosowskiej; wyd. Wielka Litera
- w kategorii Powieść historyczna: „Tatuażysta z Auschwitz” Heathera Morrisa; wyd. Marginesy
- w kategorii Kryminał, sensacja, thriller: „Żmijowisko” Wojciecha Chmielarza; wyd. Marginesy
- w kategorii Literatura obyczajowa, romans: „Moje serce w dwóch światach” Jojo Moyse; wyd. Znak Literanova
- w kategorii Literatura faktu, publicystyka: „Z nienawiści do kobiet” Justyny Kopińskiej; wyd. Świat Książki
- w kategorii Autobiografia, biografia, wspomnienia: „Będzie bolało” Adama Kaya; wyd. Insignis
- w kategorii Literatura fantastyczna: „Przesilenie” Katarzyny Bereniki Miszczuk; wyd. W.A.B
- w kategorii Science fiction: „Spektrum” Martyny Raduchowskiej; wyd. Uroboros
- w kategorii Horror: „Uniesienie” Stephena Kinga; wyd. Albatros
- w kategorii Literatura młodzieżowa: „Ciotka zgryzotka” Małgorzaty Musierowicz; wyd. Akapit Press
- w kategorii Fantastyka młodzieżowa: „Wieża świtu” Sary J. Maas; wyd. Uroboros
- w kategorii Literatura dziecięca: „Małe licho i tajemnica Niebożątka” Marty Kisiel; wyd. Wilga

### Edycja 2019
W piątej edycji plebiscytu wzięto pod uwagę 230 książek. Użytkownicy oddali łącznie 254 412 głosów. Po raz pierwszy wybierano w kategorii Wydarzenie roku. Zwyciężyły następujące pozycje:
- w kategorii Literatura piękna: „Kult” Łukasz Orbitowski; wyd. Świat Książki
- w kategorii Powieść historyczna: „Czarownica ze wzgórza” Stacey Halls; wyd. Świat Książki
- w kategorii Kryminał, sensacja, thriller: „Pacjentka” Alex Michaelides; wyd. W.A.B.
- w kategorii Literatura obyczajowa, romans: „Zimowa jutrzenka” Adrianna Trzepiota; wyd. Świat Książki
- w kategorii Literatura faktu, publicystyka: „O północy w Czarnobylu” Adam Higginbotham; wyd. Wydawnictwo SQN
- w kategorii Autobiografia, biografia, wspomnienia: „Stephen King: Instrukcja obsługi” Robert Ziębiński; wyd. Albatros
- w kategorii Literatura fantastyczna: „Jaga” Katarzyna Berenika Miszczuk; wyd. W.A.B.
- w kategorii Science fiction: „Szczury Wrocławia. Kraty” Robert J. Szmidt; wyd. Insignis
- w kategorii Horror: „Instytut” Stephen King; wyd. Albatros
- w kategorii Literatura młodzieżowa: „Trzy kroki od siebie” Mikki Daughtry, Rachael Lippincott, Tobias Laconis; wyd. Media Rodzina
- w kategorii Fantastyka młodzieżowa: „Żniwiarz. Droga Dusz” Paulina Hendel; wyd. Czwarta Strona
- w kategorii Literatura dziecięca: „Pucio umie opowiadać” Marta Galewska-Kustra; wyd. Nasza Księgarnia
- w kategorii Wydarzenie roku: Literacki Nobel dla Olgi Tokarczuk

### Edycja 2020
W szóstej edycji plebiscytu wzięto pod uwagę 245 książek z 65 wydawnictw. Użytkownicy oddali łącznie 200 757 głosów. Po raz pierwszy wybierano w kategoriach Bestseller oraz Fundacja/Stowarzyszenie Roku, zrezygnowano z kategorii Wydarzenie roku. Zwyciężyły następujące pozycje książkowe i fundacje:
- w kategorii Literatura piękna: „Gambit królowej” Walter Tevis, wyd. Czarne
- w kategorii Powieść historyczna: „Położna z Auschwitz” Magda Knedler, wyd. Mando
- w kategorii Kryminał, sensacja, thriller: „Ekstradycja” Remigiusz Mróz, wyd. Czwarta Strona
- w kategorii Literatura obyczajowa, romans: „Normalni ludzie” Sally Rooney, wyd. W.A.B
- w kategorii Literatura faktu, publicystyka: „Powrót z Bambuko” Katarzyna Nosowska, wyd. Wielka Litera
- w kategorii Autobiografia, biografia, wspomnienia: „Dziewczyny ocalałe. Prawdziwe historie” Anna Herbich-Zychowicz, wyd. Znak Horyzont
- w kategorii Fantasy: „Cud Miód Malina” Aneta Jadowska, wyd. Sine Qua Non
- w kategorii Science fiction: „Echo z otchłani” Remigiusz Mróz, wyd. Czwarta Strona
- w kategorii Horror: „Jest krew…” Stephen King, wyd. Prószyński i S-ka
- w kategorii Literatura młodzieżowa: „Red, White & Royal Blue” Casey McQuiston, wyd. Prószyński i S-ka
- w kategorii Fantastyka młodzieżowa: „Ballada ptaków i węży” Suzanne Collins wyd. Media Rodzina
- w kategorii Literatura dziecięca: „Małe Licho i lato z diabłem” Marta Kisiel, wyd. Wilga
- w kategorii Bestseller: „Jadłonomia po polsku” Marta Dymek, wyd. Marginesy
- w kategorii Fundacja/Stowarzyszenie Roku – Fundacja ABCXXI – Cała Polska czyta dzieciom

### Edycja 2021
W siódmej edycji plebiscytu wzięto pod uwagę 145 książek z 60 wydawnictw. Użytkownicy oddali łącznie 155 882 głosów. Po raz pierwszy wybierano w kategorii Komiksy i Debiut, zrezygnowano z kategorii Fundacja/Stowarzyszenie Roku. Zwyciężyły następujące pozycje książkowe:
- w kategorii Literatura piękna: „Święto Ognia” Jakub Małecki, wyd. Sine qua non
- w kategorii Powieść historyczna: „Gdzie poniesie wiatr” Kristin Hannah, wyd. Świat Książki
- w kategorii Kryminał, sensacja, thriller: „Zaraza” Przemysław Piotrowski, wyd. Czarna Owca
- w kategorii Literatura obyczajowa, romans: „Zaginiona siostra” Lucinda Riley, wyd. Albatros
- w kategorii Literatura faktu, publicystyka: „TOPR 2. Nie każdy wróci” Beata Sabała-Zielińska, wyd. Prószyński i S-ka
- w kategorii Autobiografia, biografia, wspomnienia: „Ostatnia więźniarka Auschwitz” Nina Majewska-Brown, wyd. Bellona
- w kategorii Fantasy: „Biblioteka o północy” Matt Haig, wyd. Zysk i S-ka
- w kategorii Science fiction: „Battle Royale” Kōshun Takami, wyd. Vesper
- w kategorii Horror: „Później” Stephen King, wyd. Albatros
- w kategorii Literatura młodzieżowa: „Almond” Sohn Won-Pyung, wyd. Mova
- w kategorii Fantastyka młodzieżowa: „Niewidzialne życie Addie Larue” Victoria Schwab, wyd. We Need Ya
- w kategorii Literatura dziecięca: „Pax. Droga do domu” Sara Pennypacker(inne języki), wyd. IUVI
- w kategorii Komiksy: „Heartstopper. Tom 1" Alice Oseman, wyd. Jaguar
- w kategorii Debiut: „Narzeczona nazisty” Barbara Wysoczańska, wyd. Filia
- w kategorii Bestseller: „Czuła przewodniczka. Kobieca droga do siebie” Natalia de Barbaro, wyd. Agora

### Edycja 2022
W ósmej edycji plebiscytu wzięto pod uwagę 130 książek. Użytkownicy oddali łącznie 197 553 głosy. Po raz pierwszy wybierano w kategorii Człowiek książki, zrezygnowano z kategorii Komiksy i Bestseller. Zwyciężyły następujące pozycje książkowe i osoby:
- w kategorii Literatura piękna: „Zanim wystygnie kawa” Toshikazu Kawaguchi, Grupa Wydawnicza Relacja
- w kategorii Powieść historyczna: „Chołod” Szczepan Twardoch, wyd. Literackie
- w kategorii Kryminał, sensacja, thriller: „Skazanie” Remigiusz Mróz, wyd. Czwarta Strona
- w kategorii Literatura obyczajowa, romans: „Angry God” Julia Brylewska, wyd. NieZwykłe
- w kategorii Literatura faktu, publicystyka: „Fakty muszą zatańczyć” Mariusz Szczygieł, wyd. Dowody
- w kategorii Autobiografia, biografia, wspomnienia: „Naku*wiam zen” Maria Peszek, wyd. Marginesy
- w kategorii Fantasy: „Baśniowe opowieści” Stephen King, wyd. Albatros
- w kategorii Science fiction: „Projekt Riese” Remigiusz Mróz, wyd. Filia
- w kategorii Horror: „Śpij, dziecinki, śpij” Jolanta Bartoś, wyd. Zysk i S-ka
- w kategorii Literatura młodzieżowa: „Rodzina Monet. Skarb” Weronika Marczak, wyd. You & YA
- w kategorii Fantastyka młodzieżowa: „Krew i popiół” Jennifer L. Armentrout, wyd. You & YA
- w kategorii Literatura dziecięca: „Małe Licho i krok w nieznane” Marta Kisiel, wyd. Miętówka
- w kategorii Debiut: „Schronisko, które przestało istnieć” Sławomir Gortych, wyd. Dolnośląskie
- w kategorii Człowiek książki: Zaksiążkowane

### Edycja 2023
W dziewiątej edycji plebiscytu wzięto pod uwagę 130 książek. Użytkownicy oddali łącznie 261 122 głosy. Po raz pierwszy wybierano w kategoriach Romantasy i Ekranizacja, zrezygnowano z kategorii Fantastyka młodzieżowa. Zwyciężyły następujące pozycje i osoby:
- w kategorii Literatura piękna: „Zanim wystygnie kawa. Opowieści z kawiarni” Toshikazu Kawaguchi, Grupa Wydawnicza Relacja
- w kategorii Powieść historyczna: „Sydonia. Słowo się rzekło” Elżbieta Cherezińska, wyd. Zysk i S-ka
- w kategorii Kryminał, sensacja, thriller: „Schronisko, które przetrwało” Sławomir Gortych, wyd. Dolnośląskie
- w kategorii Literatura obyczajowa, romans: „Different” Aleksandra Negrońska, wyd. NieZwykłe
- w kategorii Romantasy: „Fourth Wing. Czwarte Skrzydło” Rebecca Yarros, wyd. Filia
- w kategorii Literatura faktu, publicystyka: „Chłopki. Opowieść o naszych babkach” Joanna Kuciel-Frydryszak, wyd. Marginesy
- w kategorii Autobiografia, biografia, wspomnienia: „Cieszę się, że moja mama umarła” Jennette McCurdy, wyd. Prószyński i S-ka
- w kategorii Fantasy: „Babel, czyli o konieczności przemocy” Rebecca F. Kuang, wyd. Fabryka Słów
- w kategorii Science fiction: „Żniwo” Neal Shusterman, wyd. Uroboros
- w kategorii Horror: „Szpital Filomeny” Graham Masterton, wyd. Albatros
- w kategorii Literatura młodzieżowa: „Rodzina Monet. Diament. Część 1” Weronika Marczak, wyd. You & YA
- w kategorii Literatura dziecięca: „Bebechy, czyli ciało człowieka pod lupą” Katarzyna Cerazy, Adam Mirek, wyd. Znak emotikon
- w kategorii Debiut: „Żar” Weronika Mathia, wyd. Czwarta Strona
- w kategorii Ekranizacja: „Chłopi” DK Welchman, Hugh Welchman
- w kategorii Człowiek książki: culturomaniaczka Nela Mańkowska

### Edycja 2024
W dziesiątej edycji plebiscytu wzięto pod uwagę książki 150 autorów. Użytkownicy oddali łącznie 251 965 głosów. Po raz pierwszy wybierano w kategorii Audiobook. Organizatorzy zdecydowali się również na przyznanie wyróżnienia Pisarz Dekady. Zwyciężyły następujące pozycje i osoby:
- w kategorii Literatura piękna: „Korowód" Jakub Małecki, wyd. SQN
- w kategorii Powieść historyczna: "Kairos" Maciej Siembieda, wyd. Agora
- w kategorii Kryminał, sensacja, thriller: „Schronisko, które spowijał mrok” Sławomir Gortych, wyd. Dolnośląskie
- w kategorii Literatura obyczajowa, romans: „Extinguish the Heat. Runda finałowa” Katarzyna Barlińska P.S. Herytiera, wyd. Editio, BeYa
- w kategorii Romantasy: „Iron Flame. Żelazny płomień” Rebecca Yarros, wyd. Filia
- w kategorii Literatura faktu, publicystyka: „Wszystko mam bardziej. Życie w spektrum autyzmu” Jacek Hołub, wyd. Czarne
- w kategorii Autobiografia, biografia, wspomnienia: „Alchemia. Powieść biograficzna o Marii Skłodowskiej-Curie” Katarzyna Zyskowska, wyd. Znak Literanova
- w kategorii Fantasy: „Rozdroże kruków” Andrzej Sapkowski, wyd. SuperNowa
- w kategorii Science fiction: „Operacja Mir” Remigiusz Mróz, wyd. Filia
- w kategorii Horror: „Im mroczniej tym lepiej” Stephen King, wyd. Albatros
- w kategorii Literatura młodzieżowa: „Przystań lepszego jutra” Monika Rutka, wyd. BeYa
- w kategorii Literatura dziecięca: „Glutologia” Adam Mirek, wyd. Znak Emotikon
- w kategorii Debiut: „Wszyscy byliśmy za młodzi” Maria Lichoń, wyd. Moondrive
- w kategorii Ekranizacja: „Diuna: Część druga” Denis Villeneuve
- w kategorii Człowiek książki: Marcin Okoniewski "Okoń w sieci"
- w kategorii Audiobook: "Paderborn" Remigiusz Mróz
- Pisarz Dekady: Remigiusz Mróz